# Stade de la Mosson
Stade de la Mosson – stadion klubu Montpellier Hérault Sport Club, na którym również zostało rozegranych 5 meczów podczas Mistrzostw Świata w Piłce Nożnej 1998.